# Lijst van oorlogsmonumenten in Hellendoorn
De Nederlandse gemeente Hellendoorn heeft 13 oorlogsmonumenten. Hieronder een overzicht.
| Nr.  | Object                                                | Herdachte groep                                | Ontwerper                                               | Onthulling        | Type               | Locatie                               | Plaats                   | Coördinaten                   | Foto                               |
| ---- | ----------------------------------------------------- | ---------------------------------------------- | ------------------------------------------------------- | ----------------- | ------------------ | ------------------------------------- | ------------------------ | ----------------------------- | ---------------------------------- |
| 465  | Oorlogsmonument                                       | algemeen, allen                                | Frederik Hoevenagel                                     | 3 mei 1952        | zuil               | Ninaberlaan 34, 7447 AE               | Hellendoorn              | 52° 22' 56" NB, 6° 27' 6" OL  | Meer afbeeldingen                  |
| 2380 | Twilhaar                                              | vervolgden Nederland                           | Marjolein Rensen (ontwerp), Herro de Roest (uitvoering) | 2 oktober 2003    | overig             | Paltheweg, 7448 RJ                    | Nijverdal                | 52° 21' 37" NB, 6° 24' 26" OL | Meer afbeeldingen                  |
| 2562 | Verzetsmonument                                       | verzet Nederland                               |                                                         |                   | gedenksteen        | Ninaberlaan 34, 7447 AE               | Hellendoorn              | 52° 22' 56" NB, 6° 27' 6" OL  | Meer afbeeldingen                  |
| 2571 | Monument voor Geerhard Bosch                          | burgerslachtoffers, verzet Nederland           | H. Visscher                                             | 17 september 1948 | gedenksteen        | Dalvoordeweg, 7688 PS                 | Daarle                   | 52° 26' 28" NB, 6° 32' 7" OL  | Meer afbeeldingen                  |
| 2572 | Monument bij de Gereformeerde kerk                    | verzet Nederland, burgerslachtoffers           |                                                         | 1953              | gedenksteen        | Kerkstraat 1, 7687 AA                 | Daarlerveen              | 52° 26' 32" NB, 6° 34' 39" OL | Monument bij de Gereformeerde kerk |
| 2573 | Bevrijdingsmonument                                   | algemeen, geallieerde militairen               |                                                         | 11 mei 1947       | zuil               | Kerkweg, 7448                         | Haarle                   | 52° 21' 34" NB, 6° 22' 53" OL | Bevrijdingsmonument                |
| 2574 | Indië-monument                                        | militairen in dienst van het Ned. Kon. na 1945 | Angela Goossen                                          | 29 april 1999     | beeld/sculptuur    | Ninaberlaan, 7447 AA                  | Hellendoorn              | 52° 22' 56" NB, 6° 27' 6" OL  | Meer afbeeldingen                  |
| 2575 | Geallieerd erehof                                     | geallieerde militairen                         |                                                         |                   | begraafplaats/graf | Ninaberlaan, 7447 AA                  | Hellendoorn              | 52° 22' 56" NB, 6° 27' 6" OL  | Meer afbeeldingen                  |
| 2576 | Monument op de Joodse begraafplaats                   | vervolgden Nederland                           | Henk de Ruiter                                          | 26 april 1995     | gedenksteen        | Ommerweg, 7447 RA                     | Hellendoorn              | 52° 25' 1" NB, 6° 26' 31" OL  | Meer afbeeldingen                  |
| 2598 | Monument in het Huis voor Cultuur en Bestuur          | burgerslachtoffers                             |                                                         | 22 maart 1990     | gedenksteen        | Willem-Alexanderstraat 7, 7442 MA     | Nijverdal                | 52° 21' 52" NB, 6° 27' 35" OL | Meer afbeeldingen                  |
| 3200 | Gedenkplaat in de voormalige Koninklijke Stoomweverij | burgerslachtoffers, vervolgden Nederland       |                                                         |                   | plaquette          | R. van der Muelenweg 3, 7443 RE       | Nijverdal                | 52° 22' 9" NB, 6° 27' 55" OL  |                                    |
| 3558 | Gedenkraam Albert Ensing                              | burgerslachtoffers                             | Ali van Buuren-Ensing                                   | 17 maart 2010     | glas-in-lood       | Kerkallee, 7688                       | Daarle                   | 52° 25' 51" NB, 6° 32' 6" OL  |                                    |
|      | Veertien Stolpersteine                                | vervolgden Nederland                           | Gunter Demnig                                           | 5 november 2015   | reliëf             | 13 in Nijverdal en 1 op Krönnenzommer | Nijverdal en Hellendoorn |                               | Meer afbeeldingen                  |

Almelo ·
Borne ·
Dalfsen ·
Deventer ·
Dinkelland ·
Enschede ·
Haaksbergen ·
Hardenberg ·
Hellendoorn ·
Hengelo ·
Hof van Twente ·
Kampen ·
Losser ·
Oldenzaal ·
Olst-Wijhe ·
Ommen ·
Raalte ·
Rijssen-Holten ·
Staphorst ·
Steenwijkerland ·
Tubbergen ·
Twenterand ·
Wierden ·
Zwartewaterland ·
Zwolle